# Tsang Tsou-choi
Tsang Tsou-choi (en chinois : 曾灶財), dit le "Roi de Kowloon" (九龍皇帝; né le 12 novembre 1921 à Liantang Village, dans la province de Guangdong, en Chine; décédé le 15 juillet 2007 à Hong Kong) fut connu à Hong Kong pour ses graffitis calligraphiques.

## Ses débuts
Arrivé à Hong Kong à l'âge de 16 ans, Tsang était un travailleur pauvre, à peine lettré. À 35 ans, en 1955, il commence à couvrir les rues de Kowloon de ses inscriptions. Il affirmera toute sa vie avoir trouvé des documents attestant que ses ancêtres possédaient ce qui est plus tard devenu Kowloon, et donc qu'il était le propriétaire légitime des lieux. Ses affirmations n'ont jamais pu être étayées.

## Son art
Souvent considéré comme fou, arrêté à plusieurs reprises par la police, abandonné par sa femme, Tsang Tsou-choi continua toute sa vie inlassablement à peindre ses graffitis. Il utilisait ses inscriptions pour clamer son territoire à travers les rues de Kowloon. 
Ses graffitis comprenaient généralement une liste de ses ancêtres, ses titres tels que roi ou empereur de Kowloon, de Hong Kong ou même de Chine, et parfois des formules dénigrant ses rivaux pour le trône de Kowloon, telles que "à bas la reine d'Angleterre".
Longtemps toléré mais peu considéré, Tsang fut élu comme l'une des dix personnalités les moins influentes par un magazine de Hong Kong. Mais la reconnaissance arriva dans les années 1990, où il fut considéré comme un précurseur du graffiti et un artiste; son œuvre fut ainsi présentée lors de la biennale de Venise en 2003, et ses calligraphies réutilisées par des designers sur de nombreux supports.

## Héritage
Le gouvernement de Hong Kong s'est engagé après sa mort à préserver les inscriptions encore visibles. Mais si celle sur le quai du Star Ferry est effectivement protégée, d'autres continuaient à se dégrader en 2009, ce qui valut aux autorités des protestations pour leurs manquements quant à la préservation du patrimoine.

## Dans la culture
L'histoire de cet homme est narrée par Viravong dans The king of Kowloon, histoire en bande dessinée parue en France dans le volume Chine regards croisés.